# تشانغ جيان
تشانغ جيان (بالصينية: 张健) (28 فبراير 1989 في الصين - ) هو لاعب كرة قدم صيني في مركز الوسط. لعب مع نادي بكين سينوبو غوان وهيبي شينا فورشن ونادي تشونغتشينغ ليانغجيانغ وDalian Transcendence F.C. ‏ ونادي ووهان.

## وصلات خارجية
- تشانغ جيان على موقع قاعدة بيانات كرة القدم.إي يو (الإنجليزية)
- تشانغ جيان على موقع Soccerway.com (الإنجليزية)
- تشانغ جيان على موقع اللجنة الأولمبية الصينية (الإنجليزية)